# Cronologia del Big Bang
La cronologia del Big Bang è la storia, in parte ipotetica, dei primi istanti di vita dell'Universo, che vanno dalla singolarità all'inizio del tempo, visto dalla nostra cornice temporale circa 13,8 miliardi di anni fa, alla formazione dei primi atomi, avvenuta circa 200 secondi dopo il Big Bang.
Le principali teorie fisiche che spiegano l'inizio dell'Universo sono l'inflazione e le teorie GUT ("di grande unificazione").

## Descrizione

### Il modello inflazionario
La teoria dell'inflazione ipotizza una rapida ma drastica accelerazione dell'espansione dello spazio pochi istanti dopo la singolarità all'inizio dell'Universo. Questa rapida accelerazione portò il tessuto spaziale ad espandersi da dimensioni miliardi di volte più piccole di quelle di un protone ad una dimensione posta a metà fra una biglia ed un pallone da calcio. Secondo le teorie GUT, l'inflazione potrebbe essere stata causata da una forma di campo di Higgs particolare detta "inflatone". Poco dopo l'inizio dell'Universo, l'inflatone, a causa delle temperature estremamente elevate, oscillava sul potenziale a sombrero (la forma caratteristica dei campi di Higgs) prima di stabilirsi in un punto del campo a bassa energia. L'oscillazione dell'inflatone portò ad una breve ma intensa espansione dello spazio, liberando una quantità di radiazione uniforme (se si escludono le fluttuazioni quantistiche) che portò alla formazione di tutta la materia. Dopo l'espansione, il campo dell'inflatone, con l'abbassarsi della temperatura, si stabilì in un punto a bassa energia.

### La rottura della simmetria CP e SUSY
La radiazione liberata dall'inflazione diede origine a coppie particella-antiparticella, che si annichilarono nuovamente in radiazione. Se, in questo modo, la materia si può formare per poi annichilarsi istantaneamente, cosa portò alla rottura della simmetria CP, tanto evidente nell'Universo attuale? (o meglio, perché nell'Universo attuale si trova più materia rispetto all'antimateria?). Il modello inflazionario classico spiega questo fenomeno come causato da fluttuazioni quantistiche nell'inflatone, che originarono un leggero eccesso di materia rispetto all'antimateria, oppure come causato da particelle supermassive ipotetiche, ossia i "bosoni X" ed i "bosoni Y". Decadendo, queste particelle diedero origine ad un leggero eccesso di particelle rispetto alle antiparticelle (tale fenomeno è presente anche nei mesoni "K", che violano la simmetria CP). Nei primi istanti dopo l'inizio dell'Universo si ebbe anche una rottura della simmetria SUSY (la supersimmetria, ipotizzata nel contesto delle teorie delle superstringhe), causata probabilmente da fluttuazioni quantistiche.

### La separazione delle forze fondamentali
La differenziazione delle quattro interazioni fondamentali avvenuta all'inizio dell'Universo è dovuta secondo le teorie GUT alle oscillazioni di diverse forme di campi di Higgs. Con le alte temperature i bosoni di Higgs oscillavano sul potenziale a sombrero prima di stabilirsi su un punto energetico fisso. La separazione della gravità dall'insieme delle altre forze più intense, che prende il nome di "forza unificata", avvenne con un meccanismo non ancora ipotizzato. La separazione della forza forte dalla forza elettrodebole avvenne a causa di oscillazioni di un campo di Higgs particolare, il campo di Higgs forte, contemporaneamente all'inflazione. La separazione fra la forza debole e quella elettromagnetica, infine, fu causata dall'oscillazione del campo di Higgs elettrodebole, responsabile della massa delle particelle. I valori di temperatura ai quali si è verificata la separazione di ciascuna interazione sono 1027 kelvin (10 seguito da 27 zeri, pari ad un miliardo di miliardi di miliardi di gradi Celsius) per la forza forte e 10.000.000.000.000.000 kelvin (pari a dieci milioni di miliardi di gradi Celsius) per l'interazione elettrodebole. Con il drastico calo delle temperature che accompagnava l'espansione dell'Universo, le forze fondamentali, o, più precisamente, i rispettivi campi di Higgs, si "congelarono" rimanendo immutate fino all'Universo attuale.

## Le ere dell'Universo
I cosmologi hanno suddiviso la "storia" dell'Universo in 9 ere, che variano da poche frazioni di secondo a miliardi di anni. Ciascuna di queste ere è caratterizzata da un avvenimento particolare - che può essere la separazione di una forza fondamentale dalle altre, oppure la formazione dei primi nuclei.

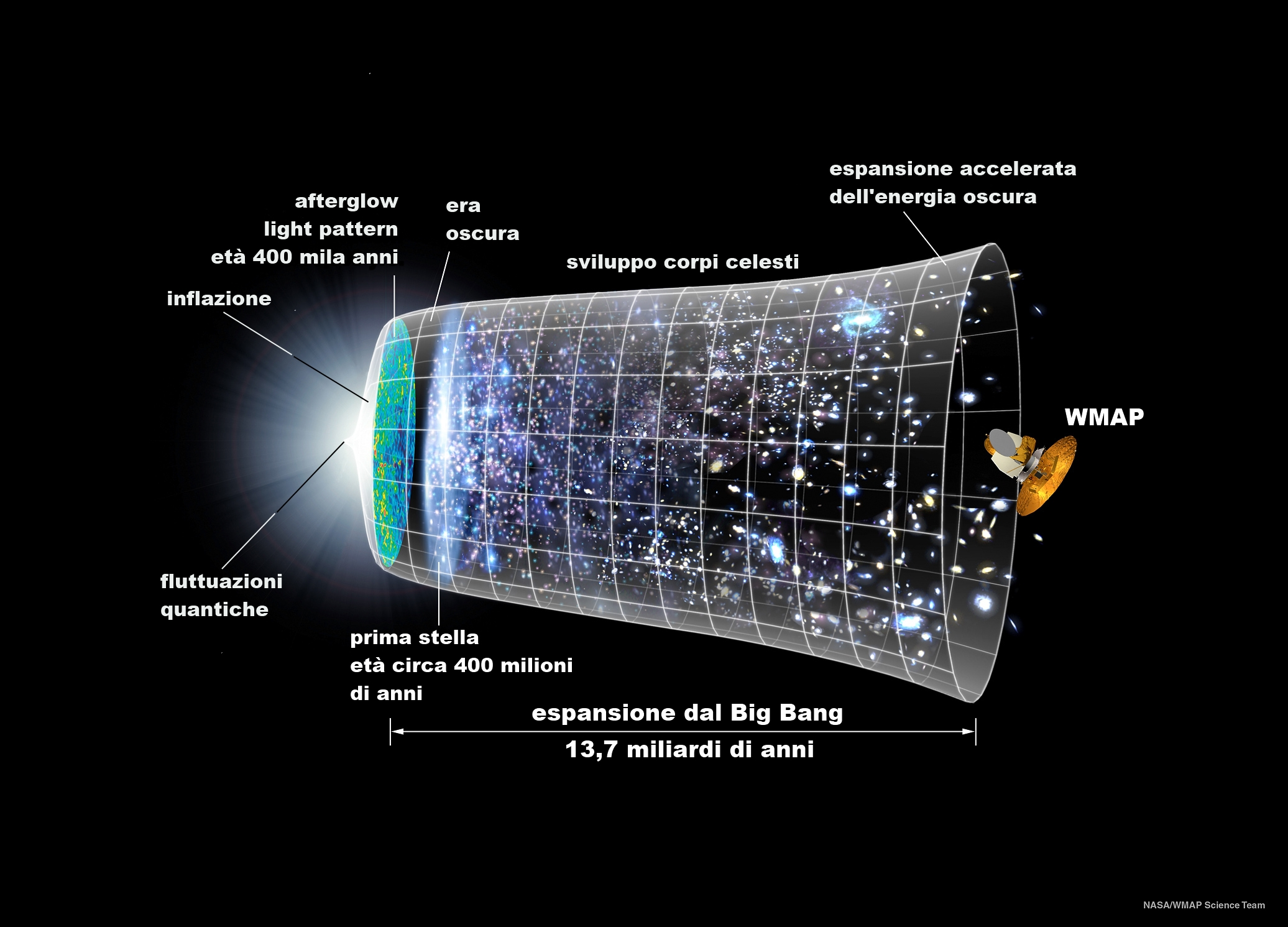

### Era di Planck
È la fase iniziale di vita dell'universo, la cui durata incredibilmente breve è quella del tempo di Planck (10−43 secondi). Nessuna delle attuali teorie fisiche può descrivere correttamente cosa sia accaduto nell'era di Planck e diverse teorie forniscono diverse previsioni. In questa era le quattro forze fondamentali – elettromagnetica, nucleare debole, nucleare forte e gravità – hanno la stessa intensità e sono forse unificate in una sola forza fondamentale.
La teoria della relatività generale prevede che l'universo abbia avuto inizio con una singolarità gravitazionale, una condizione fisica ideale in cui tutto l'universo è contenuto in un punto (in senso matematico, cioè privo di dimensioni) caratterizzato da valori infiniti di temperatura e densità. I parametri che descrivono le proprietà fisiche associate a questo punto iniziale dello spaziotempo presentano una singolarità matematica. In tutte le applicazioni della matematica a problemi fisici il verificarsi di una singolarità identifica regioni del dominio in cui la teoria fisica perde di validità per il presentarsi di fenomeni aggiuntivi non più trascurabili; in questo caso, come detto sopra, i fenomeni gravitazionali sono alterati dagli effetti quantistici. I fisici sperano che le teorie della gravità quantistica, come la teoria delle stringhe e la gravità quantistica a loop portino ad una migliore comprensione di questa fase.

### Era di grande unificazione
Diametro dell'Universo: 10-33 cm
Temperatura: 1030 K
Tempo dopo il Big Bang: 1 decimiliardesimo di miliardesimo di yoctosecondo (10-43 secondi)
Durante questa era pre-inflazionaria, iniziata 1 decimiliardesimo di miliardesimo di yoctosecondo (pari a 10−43 secondi, ossia 0,0000000000000000000000000000000000000000001 secondi) dopo il Big Bang, le forze fondamentali, eccetto la gravità, erano ancora unite in una sola "superforza" costituita dalla forza elettromagnetica e dalle forze nucleari debole e forte.

### Era dell'inflazione
Diametro dell'Universo: 10-26 metri
Temperatura: 1027 K, pari ad un miliardo di miliardi di miliardi di °C
Tempo dopo il Big Bang: 1 centimiliardesimo di yoctosecondo (10-35 secondi)
Nell'era dell'inflazione, le oscillazioni dell'inflatone diedero origine ad una rapida ma drastica espansione dell'Universo. L'energia sotto forma di radiazione liberata da questo particolare campo di Higgs diede origine a coppie particella-antiparticella, che si annichilirono istantaneamente. Una fluttuazione quantistica, tuttavia, potrebbe aver portato ad un leggero eccesso di particelle rispetto alle antiparticelle, eccesso responsabile della materia presente nell'Universo attuale.

### Era elettrodebole
Diametro dell'Universo: 10 metri (l'Universo è diventato enormemente più grande a causa dell'inflazione)
Temperatura: 1027 K, pari ad un miliardo di miliardi di miliardi di °C
Tempo dopo il Big Bang: un centimilionesimo di yoctosecondo (10-32 secondi)
In quest'era, il campo di Higgs forte aveva già separato l'interazione forte da quella elettrodebole, determinando la formazione di gluoni e di coppie quark-antiquark dalla radiazione liberatasi in seguito all'inflazione. Si ipotizza che i bosoni X e Y (se mai sono esistiti) siano comparsi in questa era.

#### Fine dell'era elettrodebole
Diametro dell'Universo: 1012 metri (un miliardo di chilometri)
Temperatura: 1015 K (pari ad un milione di miliardi di gradi Celsius)
Tempo dopo il Big Bang: 1 nanosecondo, ossia 10-9 secondi (un miliardesimo di secondo)
L'era elettrodebole durò circa 10−27 secondi. La sua fine fu caratterizzata dalla separazione della forza elettrodebole in interazione debole ed elettromagnetica, fenomeno determinato dalle oscillazioni del campo di Higgs elettrodebole. A tale separazione conseguì l'assunzione di massa dei bosoni deboli, dei quark e dei leptoni.

### Era degli adroni
Diametro dell'Universo: 100 miliardi di chilometri
Temperatura: 1013 K (pari a circa 10.000 miliardi di gradi Celsius)
Tempo dopo il Big Bang: 1 microsecondo (10-6 secondi, un milionesimo di secondo)
Durante l'era degli adroni, l'energia termica divenne sufficientemente bassa da consentire l'interazione fra quark mediante la forza forte (l'interazione forte, così come le altre interazioni, ha una caratteristica particolare: cala di intensità con l'aumento dell'energia). I quark e gli antiquark si legarono così a formare i primi adroni.

### Era dei leptoni
Diametro dell'universo: ?
Temperatura: 1012 K
Tempo dopo il Big Bang: 10-4 secondi dal Big-Bang
Arrivati a questo punto della storia dell'universo la temperatura è di circa 1000 miliardi di gradi.
- 1 secondo dopo il Big-Bang: la temperatura è di 10 miliardi di gradi Celsius.
- 100 secondi dopo il Big-Bang: la temperatura è di 1 miliardo di gradi.

### Era della nucleosintesi
Diametro dell'Universo: più di 1000 miliardi di chilometri
Temperatura: 1010 kelvin
Tempo dopo il Big Bang: 100 secondi
In quest'era, la maggior parte dei neutroni decaddero in protoni. L'energia si abbassò tanto da permettere ai nucleoni di legarsi attraverso pioni formando così i primi nuclei di elio-4 e di deuterio.

### Era dell'opacità
Diametro dell'Universo: fra 10 e 10.000 anni luce
Temperatura: 108 kelvin
Tempo dopo il Big Bang: 200 secondi.
In quest'era, l'energia calò abbastanza da permettere la manifestazione dell'interazione elettromagnetica. Le particelle cariche interagivano fra loro e con i fotoni rimasti dall'inflazione e dall'annichilazione delle coppie particella-antiparticella. In quest'era si ebbe la formazione dei primi atomi, soprattutto di idrogeno, elio, litio ed isotopi dell'idrogeno. Alla fine dell'era dell'opacità, la temperatura calò abbastanza da ridurre la produzione di coppie quark-antiquark o leptone-antileptone di generazioni massicce (vedi Modello Standard).

### Era della materia
Diametro dell'Universo: 100 milioni di anni luce
Temperatura: 3000 kelvin
Tempo dopo il Big Bang: 300 000 anni
Nell'era della materia, i fotoni rimasti dall'era dell'inflazione si diffusero in tutto l'Universo, formando la radiazione cosmica di fondo presente anche nell'Universo attuale. L'intera materia era per lo più costituita da atomi e da leptoni di prima generazione. Tutte le particelle massive che, con le alte temperature, continuamente si formavano a coppie particella-antiparticella dalla radiazione erano già decadute in particelle leggere di prima generazione, quali elettroni e neutrini e, fra gli adroni, neutroni e protoni. L'era della materia perdura ancora da circa 13,7 miliardi di anni.

#### La formazione delle prime stelle
Le irregolarità nella distribuzione della materia da parte dell'inflazione furono causate da fluttuazioni quantistiche in questo particolare campo di Higgs. Verso l'inizio dell'era della materia, le irregolarità si manifestavano soprattutto in zone di materia più condensate rispetto ad altre. La forza gravitazionale agì su queste irregolarità formando agglomerati di materia sempre maggiori: ciò portò alla formazione delle prime stelle, 200 milioni di anni dopo il Big Bang, e delle prime galassie attive (per lo più quasar). Gli astrofisici ipotizzano che le prime stelle formatesi nell'Universo fossero ben più massicce di quelle attuali. I processi di fusione nucleare innescatisi nel nucleo di queste stelle portarono alla formazione di elementi pesanti come l'ossigeno, il carbonio, il neon, il ferro e l'azoto, che si diffusero nello spazio interstellare in seguito alle esplosioni delle stelle in supernovae, con la conseguente formazione di buchi neri. Con la loro esplosione, le stelle massicce formatesi 200 milioni di anni dopo il Big Bang, dette "megastelle" diedero origine ad una radiazione elettromagnetica particolarmente intensa, responsabile, probabilmente, della ionizzazione degli atomi di idrogeno che si riscontra fra gli ammassi di galassie nell'Universo attuale.

#### L'accelerazione dell'energia oscura
Circa 7 miliardi di anni dopo il Big Bang, l'Universo, che stava rallentando la sua espansione a causa della forza gravitazionale (come mostrato nella Figura precedente), subì un'accelerazione nella sua espansione, tuttora rilevabile nell'Universo attuale.  Questa accelerazione potrebbe essere stata causata dall'energia oscura, la forza lambda anti-gravitazionale.  Questa porterà probabilmente l'Universo a terminare in un Big Rip o Big Freeze.